# Alexander Kolyaskin Memorial 2007
L'Alexander Kolyaskin Memorial 2007 è stato un torneo di tennis facente parte della categoria ATP Challenger Series nell'ambito dell'ATP Challenger Series 2007. Il torneo si è giocato a Donec'k in Ucraina dal 3 al 9 settembre 2007 su campi in cemento.

## Vincitori

### Singolare
Roko Karanušić ha battuto in finale  Dick Norman con il punteggio di 6–4, 6–4

### Doppio
Philipp Petzschner /  Simon Stadler hanno battuto in finale  Patrick Briaud /  Nicholas Monroe con il punteggio di 3–6, 7–5, [10–6]